# Гугъл групи
GTUG (Google Technology User Groups (GTUGs)) е сдружение на потребителите и разработчиците на технологиите поддържани от Гугъл – Android, App Engine platforms, YouTube API, Google Calendar API, OpenSocial и други. , 
Локалните поделения на GTUG приемат най-разнообразни форми – от няколко души следящи The Google Code Channel до големи сбирки с демонстрации и лекции по разработваните проекти.
На сайта на сдружението се поддържа актуална информация за местоположението и работата на поделенията.  Те се разрастват изключително бързо. На 21 април 2010 г. наброяват 131 по цял свят, като най-много са разположени на територията на САЩ (27). Активността е голяма - само през втората половина на 2009 г. са проведени над 120 мероприятия. Има регистрирана група в България, до нас най-близо са секциите Букурещ и Истанбул.
Поддържа се и уики секция за обмяна на добри практики и съвети. 
Локалните поделения на GTUG:
- Silicon Valley Google Technology User Group